# Chiconcuac kommun
Chiconcuac är en kommun i Mexiko. Den ligger i delstaten Mexiko, i den centrala delen av landet, 28 km nordost om huvudstaden Mexico City. Kommunen tillhör Mexico Citys storstadsområde och hade 22 819 invånare vid folkmätningen 2010. Huvudorten i kommunen är Chiconcuac de Juárez.